# 高升街道 (盘锦市)
高升街道是中华人民共和国辽宁省盘锦市盘山县（部分原为兴隆台区）下辖的一个街道，于1987年7月6日依托辽河油田高升采油厂而设立。原兴隆台区高升街道并不在盘锦市区，距盘锦市区30公里，仅辖一个社区居委会——高升社区居委会，人口0.94万，2019年，经批准，原兴隆台区高升街道并入盘山县同名街道，街道办事处继续驻高升采油厂。

## 行政区划
高升街道下辖以下地区：
高升社区、高升村、三台子村、东莲花村、西莲花村、边东村、南关村、边北村、文奎村、楼台村、付家村、后屯村、喜彬村、雷家村、于家村、钱家村、张荒村、七棵村。